# Landtagswahlkreis Göttingen/Münden
Der Wahlkreis 15 Göttingen/Münden ist ein Landtagswahlkreis in Niedersachsen. Er umfasst die Stadt Hann. Münden, die Gemeinden  Bovenden und Staufenberg sowie die Samtgemeinde Dransfeld, die dem Landkreis Göttingen angehören. Weiterhin gehören die Göttinger Stadtteile Elliehausen, Esebeck, Grone, Groß Ellershausen, Hetjershausen, Holtensen und Knutbühren zum Wahlkreis. 2022 wechselten die Gemeinde Adelebsen in den Wahlkreis Northeim und der Stadtteil Weststadt in den Wahlkreis Göttingen-Stadt.

## Landtagswahl 2022
| Landtagswahl in Niedersachsen 2022 – WK Göttingen/MündenZweitstimmen %403020100 37,5 %25,3 %14,6 %9,9 %4,1 %2,8 %1,5 %1,1 %1,0 %1,0 %0,4 %0,9 % SPDCDUGrüneAfDFDPLinkeTierschutzFWPARTEIBasisVoltSonst.Gewinne und Verlusteim Vergleich zu 2017 %p 6 4 2 0 −2 −4 −6−5,2 %p−1,3 %p+5,4 %p+3,4 %p−2,8 %p−2,2 %p+0,8 %p+0,1 %p+0,3 %p+1,0 %p+0,4 %p± 0,0 %pSPDCDUGrüneAfDFDPLinkeTierschutzFWPARTEIBasisVoltSonst. |

| Gegenstand der Nachweisung | Gegenstand der Nachweisung | Erst- stimmen | Erst- stimmen | Zweit- stimmen | Zweit- stimmen |
| Bewerber                   | Partei                     | Anzahl        | %             | Anzahl         | %              |
| -------------------------- | -------------------------- | ------------- | ------------- | -------------- | -------------- |
| Wahlberechtigte            | Wahlberechtigte            | 55.442        | 55.442        | 55.442         | 55.442         |
| Wähler                     | Wähler                     | 30.803        | 30.803        | 55,6 %         | 55,6 %         |
| Ungültige Stimmen          | Ungültige Stimmen          | 732           | 2,4           | 375            | 1,2            |
| Gültige Stimmen            | Gültige Stimmen            | 30.071        | 97,6          | 30.428         | 98,8           |
| davon                      |                            |               |               |                |                |
| Ludwig Theuvsen            | CDU                        | 8.708         | 29,0          | 7.710          | 25,3           |
| Gerd Hujahn                | SPD                        | 12.424        | 41,3          | 11.395         | 37,5           |
| Michael Lühmann            | GRÜNE                      | 4.807         | 16,0          | 4.427          | 14,6           |
| Iwan Krivov                | FDP                        | 1.007         | 3,4           | 1.254          | 4,1            |
|                            | AfD                        |               |               | 3.004          | 9,9            |
| Lisa Zumbrock              | DIE LINKE                  | 1.465         | 4,9           | 836            | 2,8            |
| Stephan Stange             | dieBasis                   | 1.660         | 5,5           | 305            | 1,0            |
|                            | FREIE WÄHLER               |               |               | 318            | 1,1            |
|                            | Die Humanisten             | 51            | 0,2           |                |                |
|                            | Die PARTEI                 | 308           | 1,0           |                |                |
|                            | Gesundheitsforschung       | 103           | 0,3           |                |                |
|                            | Tierschutzpartei           | 461           | 1,5           |                |                |
|                            | PIRATEN                    | 125           | 0,4           |                |                |
|                            | Volt                       | 131           | 0,4           |                |                |

## Landtagswahl 2017
Zur Landtagswahl in Niedersachsen 2017 traten im Landtagswahlkreis Göttingen/Münden acht Direktkandidaten an. Direkt gewählter Abgeordneter ist Gerd Hujahn (SPD). Der Wahlkreis trug die Wahlkreisnummer 16.
| Partei                          | Direktkandidat           | Erststimmen | Zweitstimmen |
| ------------------------------- | ------------------------ | ----------- | ------------ |
| CDU                             | Harm Adam                | 28,3        | 26,6         |
| SPD                             | Gerd Hujahn              | 45,0        | 42,7         |
| Bündnis 90/Die Grünen           | Petra Jaeckel            | 8,0         | 9,2          |
| FDP                             | Annette Apel             | 4,9         | 6,9          |
| DIE LINKE                       | Joachim Bons             | 4,7         | 5,0          |
| AfD                             | Reiner Plümer            | 6,1         | 6,5          |
| BGE                             |                          |             | 0,2          |
| DM                              |                          |             | 0,1          |
| Freie Wähler                    | Karsten Beuermann        | 2,9         | 1,0          |
| LKR                             | Heinz Wilhelm Ernst Doil | 0,1         | 0,1          |
| ödp                             |                          |             | 0,1          |
| Die PARTEI                      |                          |             | 0,7          |
| Partei Mensch Umwelt Tierschutz |                          |             | 0,7          |
| Piratenpartei                   |                          |             | 0,3          |
| V-Partei³                       |                          |             | 0,1          |

Die Wahlbeteiligung lag mit 58,6 % unter dem Landesdurchschnitt dieser Wahl.

## Landtagswahl 2013
Zur Landtagswahl in Niedersachsen 2013 traten im Wahlkreis 16 Göttingen/Münden sieben Direktkandidaten an. Direkt gewählter Abgeordneter ist Ronald Schminke (SPD).
| Partei                | Direktkandidat         | Erststimmen | Zweitstimmen |
| --------------------- | ---------------------- | ----------- | ------------ |
| SPD                   | Ronald Schminke        | 45,3        | 38,9         |
| CDU                   | Dinah Stollwerck-Bauer | 34,1        | 29,7         |
| Bündnis 90/Die Grünen | Thomas Harms           | 10,8        | 15,1         |
| FDP                   | Otto Arwed Worm        | 1,9         | 7,5          |
| Die Linke             | Wolfgang Krumbein      | 3,3         | 3,7          |
| Freie Wähler          | Harald Wegener         | 2,8         | 1,9          |
| Piratenpartei         | Johannes Rieder        | 1,7         | 1,9          |
| NPD                   |                        |             | 0,9          |
| Die Freiheit          |                        |             | 0,3          |
| PBC                   |                        |             | 0,1          |
| Bündnis 21/RRP        |                        |             | 0,0          |

Die Wahlbeteiligung betrug 56 %.

## Landtagswahl 2008
Zur Landtagswahl in Niedersachsen 2008 traten im Wahlkreis 16 Göttingen-Münden sieben Direktkandidaten an. Direkt gewählte Abgeordneter war Ronald Schminke (SPD).
| Partei                     | Direktkandidat   | Erststimmen | Zweitstimmen |
| -------------------------- | ---------------- | ----------- | ------------ |
| SPD                        | Ronald Schminke  | 44,2        | 37,6         |
| CDU                        | Harald Noack     | 34,4        | 34,3         |
| Bündnis 90/Die Grünen      | Maria Gerl-Plein | 7,3         | 8,8          |
| Die Linke                  | Gerhard Nier     | 6,8         | 7,9          |
| FDP                        | Otto Arwed Worm  | 4,0         | 7,2          |
| NPD                        | Daniel Hubert    | 1,5         | 1,6          |
| Freie Wähler Niedersachsen | Franz Bitz       | 1,8         | 0,8          |
| Mensch Umwelt Tierschutz   |                  |             | 0,6          |
| Familien-Partei            |                  |             | 0,4          |
| Die Grauen                 |                  |             | 0,4          |
| Ab jetzt                   |                  |             | 0,2          |
| Die Friesen                |                  |             | 0,1          |
| PBC                        |                  |             | 0,1          |
| ödp                        |                  |             | 0,0          |

Die Wahlbeteiligung betrug 54,91 %.

## Landtagswahl 2003

### Wahlkreis 20 Göttingen-Land
Zur Landtagswahl in Niedersachsen 2003 traten im Wahlkreis 20 Göttingen-Land sechs Direktkandidaten an. Direkt gewählte Abgeordneter war Harald Noack (CDU). Dem Wahlkreis mit 60.214 Wahlberechtigten gehörten aus dem Landkreis Göttingen die Gemeinden Bovenden, Gleichen und die Göttinger Stadtteile Deppoldshausen, Elliehausen, Esebeck, Geismar, Grone, Groß Ellershausen, Hetjershausen, Holtensen, Knutbüren, Nikolausberg, Roringen, Weende an.
Münden hatte einen eigenen Wahlkreis mit der Nummer 19, zu dem auch die Gemeinden Adelebsen, Friedland, Münden, Rosdorf, Staufenberg und die Samtgemeinde Dransfeld zählte.
| Partei                             | Direktkandidat   | Erststimmen | Zweitstimmen |
| ---------------------------------- | ---------------- | ----------- | ------------ |
| CDU                                | Harald Noack     | 43,2        | 39,4         |
| SPD                                | Thomas Oppermann | 42,4        | 35,6         |
| Bündnis 90/Die Grünen              | Stefan Wenzel    | 9,0         | 13,1         |
| FDP                                | Hilmar Conrad    | 3,6         | 9,3          |
| PDS                                | Manuela Roewer   | 1,0         | 0,8          |
| Partei Rechtsstaatlicher Offensive | Hans-Jürgen Jung | 0,8         | 0,8          |
| Die Grauen                         |                  |             | 0,4          |
| REP                                |                  |             | 0,3          |
| PBC                                |                  |             | 0,2          |
| ödp                                |                  |             | 0,1          |

Die Wahlbeteiligung betrug 67,6 %.

### Wahlkreis 19 Münden
Zur Landtagswahl in Niedersachsen 2003 traten im Wahlkreis 19 Münden vier Direktkandidaten an. Direkt gewählte Abgeordnete war Ilse Hansen (CDU). Dem Wahlkreis mit 54.008 Wahlberechtigten gehörten aus dem Landkreis Göttingen die Gemeinden Adelebsen, Friedland, Hann. Münden, Rosdorf, Staufenberg und die Samtgemeinde Dransfeld an.
| Partei                             | Direktkandidat     | Erststimmen | Zweitstimmen |
| ---------------------------------- | ------------------ | ----------- | ------------ |
| CDU                                | Ilse Hansen        | 48,0        | 44,1         |
| SPD                                | Wolfgang Senff     | 41,1        | 39,3         |
| Bündnis 90/Die Grünen              | Norbert Hasselmann | 7,5         | 7,8          |
| FDP                                | Liliane Knaack     | 3,4         | 6,5          |
| Partei Rechtsstaatlicher Offensive |                    |             | 0,9          |
| PDS                                |                    |             | 0,5          |
| REP                                |                    |             | 0,5          |
| Die Grauen                         |                    |             | 0,3          |
| PBC                                |                    |             | 0,1          |
| ödp                                |                    |             | 0,1          |

Die Wahlbeteiligung betrug 67,5 %.